# Брайант, Роско
Роско Брайант (англ. Roscoe Bryant), также известный под прозвищем «Шуршащий Боб» (Rustling Bob) (умер в сентябре 1878) — американский ковбой и ганфайтер; преступник, член банд «Окружной отряд Рио-Гранде» (Rio Grande Posse, более известной как банда Джона Кинни) и «Скауты Селмена» (Selman's Scouts). В основном банды занимались скотокрадством (cattle rustling), отсюда и происхождение прозвища Брайанта.
Участвовал в гражданском конфликте, известном как Пекосская война (1876—1877). Также участвовал в Войне в округе Линкольн. Хотя банда Кинни выступала в конфликте в качестве наёмных боевиков на стороне фракции Мёрфи — Долан — Райли, известно о том, что некоторое время Брайант был членом окружного отряда «Регуляторы», воевавшего на стороне фракции Танстелл — Максуин — Чизум. В составе «Регуляторов» Брайант принял участие в первом этапе Битвы за Линкольн. Впрочем, как и большинство наёмников, он покинул осаждённых «Регуляторов» после того, как на поле боя появилась кавалерия армии США. После Битвы за Линкольн примкнул к «Скаутам Селмена».
18 августа 1878 года Брайант вместе с Джоном Кинни и братьями Томом и Джоном Селменами совершили налёт на ранчо Джона Танстелла, расположенное на Рио-Феликс, и угнали оттуда скот.
Роско Брайант был убит «Скаутами Селмена» вместе с Рисом Гобли и Джеймсом Ирвином в сентябре 1878 года на берегу Пекоса близ Севен-Риверс, Территория Нью-Мексико.

## След в культуре
Роско Брайант является главным антагонистом компьютерной игры Call of Juarez: Gunslinger. В финале игры вы решаете: убить ли его, тем самым завершив тридцатилетнюю охоту за ним главного героя, или оставить в живых, отказавшись от преступного прошлого.